# Arata Isozaki

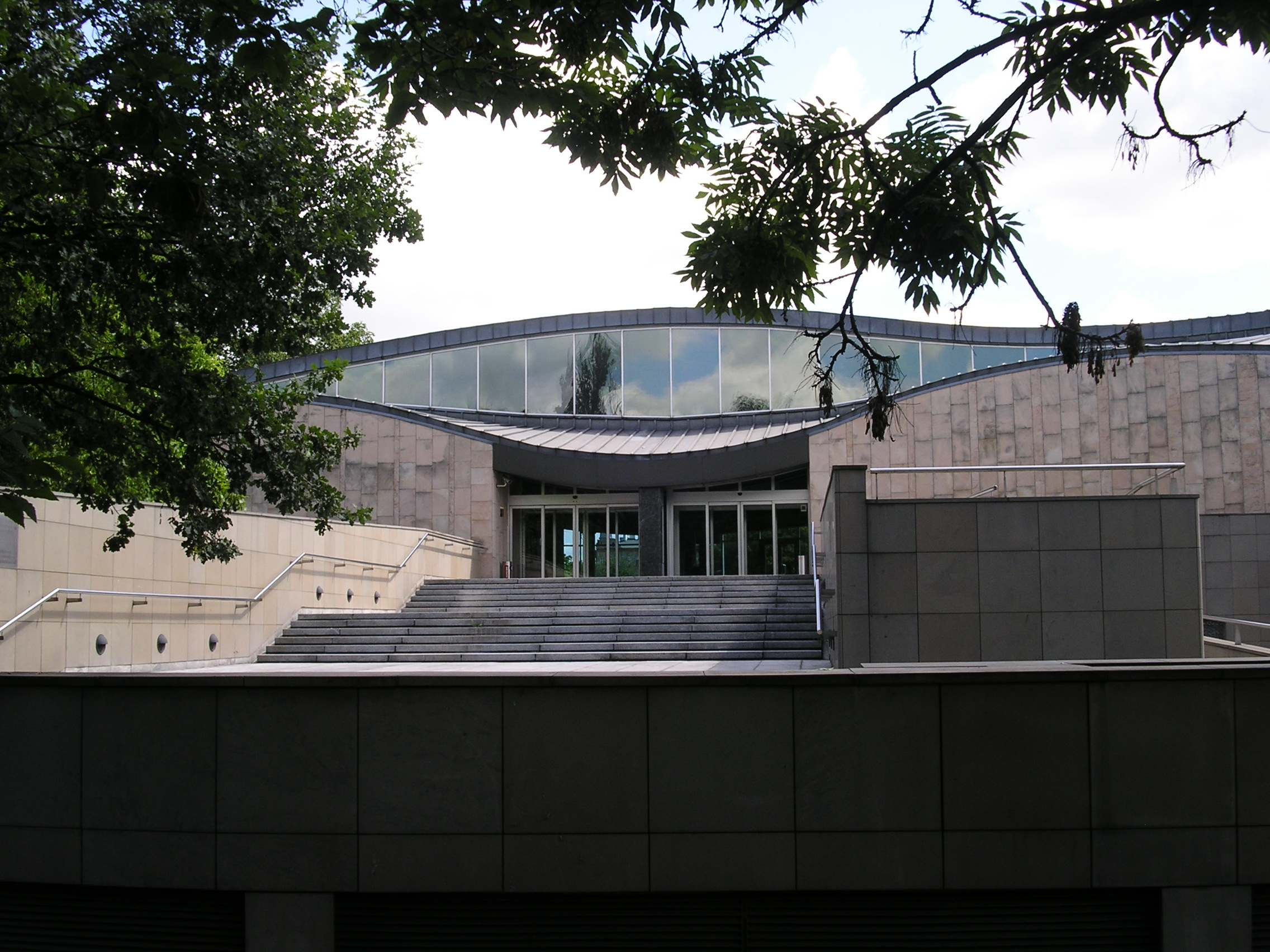
Centrum Sztuki i Techniki Japońskiej „Manggha” w Krakowie

Arata Isozaki (jap. 磯崎 新 Isozaki Arata; ur. 23 lipca 1931 w Ōita, w prefekturze Ōita, zm. 28 grudnia 2022 w Naha, w prefekturze Okinawa) – japoński architekt, urbanista i teoretyk architektury.

## Życiorys
Urodził się w Ōita na wyspie Kiusiu (Kyūshū) jako najstarszy z czworga rodzeństwa. Jego ojciec prowadził przedsiębiorstwo transportowe.
W 1954 Isozaki ukończył studia architektoniczne na Uniwersytecie Tokijskim, gdzie uczęszczał na wykłady Kenzō Tange (1913–2005). W 1961 roku uzyskał doktorat. Do 1963 roku pracował w biurze Tange, po czym otworzył własne biuro projektowe w Tokio. Jako członek zespołu pracowni Kenzō Tangego uczestniczył w odbudowie Skopje po trzęsieniu ziemi 1963 roku (konkurs na plan centrum miasta). 
Początkowo uważany był za jednego z głównych przedstawicieli metabolizmu, potem skłaniał się ku japońskiej tradycji projektowania geometrycznego, a następnie zaczął wzorować się na Ledoux (1736–1806) i Schinklu (1781–1841).
Isozaki wykonał i podarował Fundacji Kyoto-Kraków projekt Muzeum Sztuki i Techniki Japońskiej „Manggha” w Krakowie.
Laureat Nagrody Asahi za 1987 rok.
Odznaczony Krzyżem Komandorskim Orderu Zasługi Rzeczypospolitej Polskiej (1994). Kawaler francuskiego Orderu Sztuki i Literatury.
W 2019 roku Arata Isozaki otrzymał Nagrodę Pritzkera (Pritzker Architecture Prize). Jury określiło go jako „wszechstronnego, wpływowego i prawdziwie międzynarodowego architekta”. Nagroda jest znana na całym świecie jako wyraz najwyższego uznania za osiągnięcia w dziedzinie architektury.

## Dzieła
- Narodowe Muzeum Sztuki (Osaka) (pierwszy budynek)
- budynek na wystawie IBA w Berlinie, 1982–1986
- hala sportowa Palau Sant Jordi w Barcelonie, 1983–1990
- Muzeum Sztuki i Techniki Japońskiej „Manggha”, 1993−1994
- Muzeum Domus w A Coruñi, 1994–1995